# Arzon
Arzon település Franciaországban, Morbihan megyében. Lakosainak száma 2272 fő (2022. január 1.). Arzon Saint-Gildas-de-Rhuys községgel határos.

## Népesség
A település népességének változása:
| Lakosok száma | 1308 | 1476 | 1754 | 2170 | 2108 | 2095 | 2073 | 2198 | 2264 | 2272 |
|               | 1968 | 1982 | 1990 | 2006 | 2013 | 2015 | 2017 | 2019 | 2020 | 2022 |